# Seildehnung
Die Seildehnung ist eine wichtige Größe, um die Eigenschaften eines Seils zu beschreiben. Die folgenden Betrachtungen beziehen sich im Besonderen auf Kletterseile.
Zu unterscheiden sind:
- Die Gebrauchsdehnung ist ein Maß für die Elastizität bei (quasi-)statischer Belastung. Eine große statische Dehnung ist z. B. beim Topropen von Nachteil, da man beim Hineinsetzen ins Seil die letzten Meter nochmal klettern muss. Ebenso ist eine möglichst geringe Gebrauchsdehnung beim  Hochziehen von Lasten im Bigwall (Haulen) wünschenswert, da sonst die geleistete Arbeit als Dehnung verloren geht. Die Gebrauchsdehnung wird gemessen durch Erhöhung der Last eines mit 5 kg vorbelasteten Seilstücks auf 80 kg. Laut EN 892 bzw. UIAA-Norm darf die Gebrauchsdehnung betragen:
  - bei Einfachseilen maximal 10 %
  - bei Zwillingsseilen im Doppelstrang maximal 10 %
  - bei Halbseilen im Einfachstrang maximal 12 %.
- Die Fangstoßdehnung beschreibt die Dehnung im Sturzfall. Diese dynamische Dehnung nimmt beim Sturz einen Teil der Fallenergie auf – der andere Teil der Energie wird durch die restliche Sicherungskette aufgenommen (Reibung beim Seildurchlauf durch das Sicherungsgerät und Zwischensicherungen; Beschleunigung des Sichernden). Die Fangstoßdehnung wird beim ersten Normsturz gemessen und darf nach EN-Norm 40 % nicht überschreiten; bei größerer Dehnung würde der Fangstoß zwar niedriger, es bestünde aber die erhöhte Gefahr, beim Sturz auf Bändern oder dem Boden aufzuschlagen. Bei modernen Kletterseilen liegen die typische Werte zwischen 28 % und 35 %. Bei einem normalen Sportklettersturz mit einem Sturzfaktor von 0,3 liegt die dynamische Dehnung in der Größenordnung von 15 %.